# Xogor Co
Xogor Co (kinesiska: Xuguo Cuo, 徐果错) är en sjö i Kina. Den ligger i den autonoma regionen Tibet, i den sydvästra delen av landet, omkring 270 kilometer norr om regionhuvudstaden Lhasa. Xogor Co ligger 4 606 meter över havet. Arean är 28,8 kvadratkilometer. Trakten runt Xogor Co består i huvudsak av gräsmarker. Den sträcker sig 6,4 kilometer i nord-sydlig riktning, och 7,1 kilometer i öst-västlig riktning.